# Orlando Bandala
Orlando Bandala ist ein ehemaliger Fußballspieler auf der Position eines  Innenverteidigers.

## Laufbahn
Anfang der 1970er-Jahre stand Bandala beim CD Cruz Azul unter Vertrag, mit dem er in den Spielzeiten 1971/72, 1972/73 und 1973/74 dreimal in Folge den Meistertitel der mexikanischen Fußballmeisterschaft gewann. 
Anschließend wechselte Bandala zu den UANL Tigres, mit denen er in der Saison 1975/76 den mexikanischen Pokalwettbewerb gewann.

## Erfolge
- Mexikanischer Meister: 1972, 1973, 1974 (mit Cruz Azul)
- Mexikanischer Pokalsieger: 1976 (mit UANL Tigres)